# Sielce (obwód witebski)
Sielce – dawny majątek. Tereny, na których leżał, znajdują się obecnie na Białorusi, w obwodzie witebskim, w rejonie głębockim, w sielsowiecie Plisa.

## Historia
W czasach zaborów dobra i folwark w gminie Plissa, w powiecie dzisieńskim, w guberni wileńskiej Imperium Rosyjskiego. Pod koniec XIX wieku własność Kurowskich, wcześniej Romualda Podbipięty.
W latach 1921–1945 folwark a następnie majątek leżał w Polsce, w województwie wileńskim, w powiecie dziśnieńskim, w gminie Plisa.
Według Powszechnego Spisu Ludności z 1921 roku zamieszkiwało tu 61 osób, 16 było wyznania rzymskokatolickiego a 45 prawosławnego. Jednocześnie 16 mieszkańców zadeklarowało polską a 45 białoruską przynależność narodową. Było tu 10 budynków mieszkalnych. W 1931 w 5 domach zamieszkiwało 39 osób.
Wierni należeli do parafii rzymskokatolickiej w Głębokiem i prawosławnej w Zaborzu. Miejscowość podlegała pod Sąd Grodzki w Głębokiem i Okręgowy w Wilnie; właściwy urząd pocztowy mieścił się w Plissie.